# Сонцевик павиче око

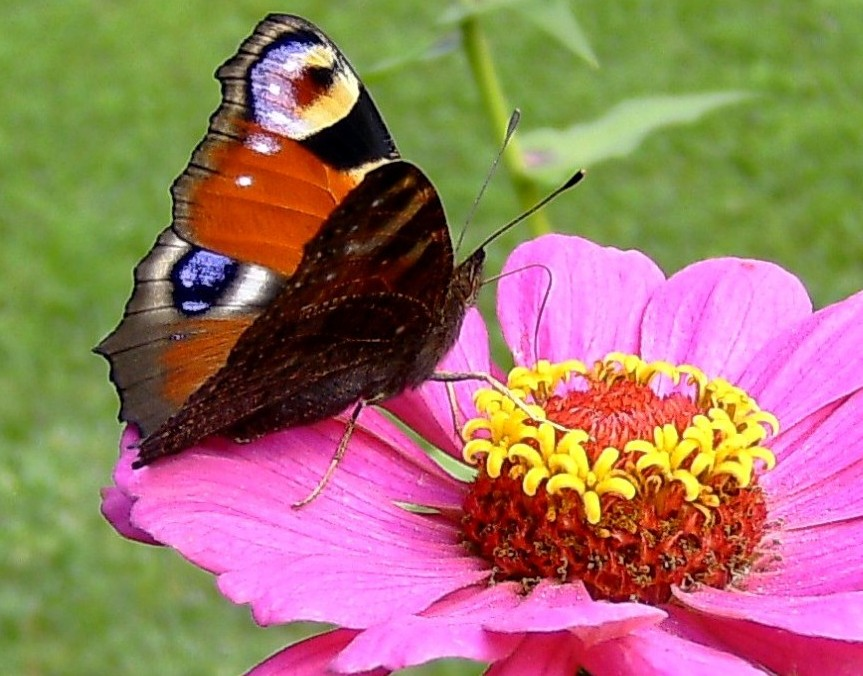

Сонцевик павиче око, сонцевик павич, павине́ць (Aglais io, раніше Inachis io) — метелик родини Сонцевики (Nymphalidae). Широковідомий завдяки своєму яскравому забарвленню та доволі великим розмірам (розмах крил до 5 см). Видову латинську назву метелик отримав на честь Іо — коханки Зевса, жриці Гери.

## Опис
Розмах крил від 45-62 мм. Крила червоно-руді. На передньому крилі зверху велике темно-іржаве округле поле, оточене нечіткими жовтими, білими і голубими штрихами, а на задньому зверху є велика кругла сіро-голуба пляма, облямована білуватим кільцем — «павичі вічка». Нижня поверхня крил майже однобарвна, коричнево-бура, темна. Статевий диморфізм невиразний.

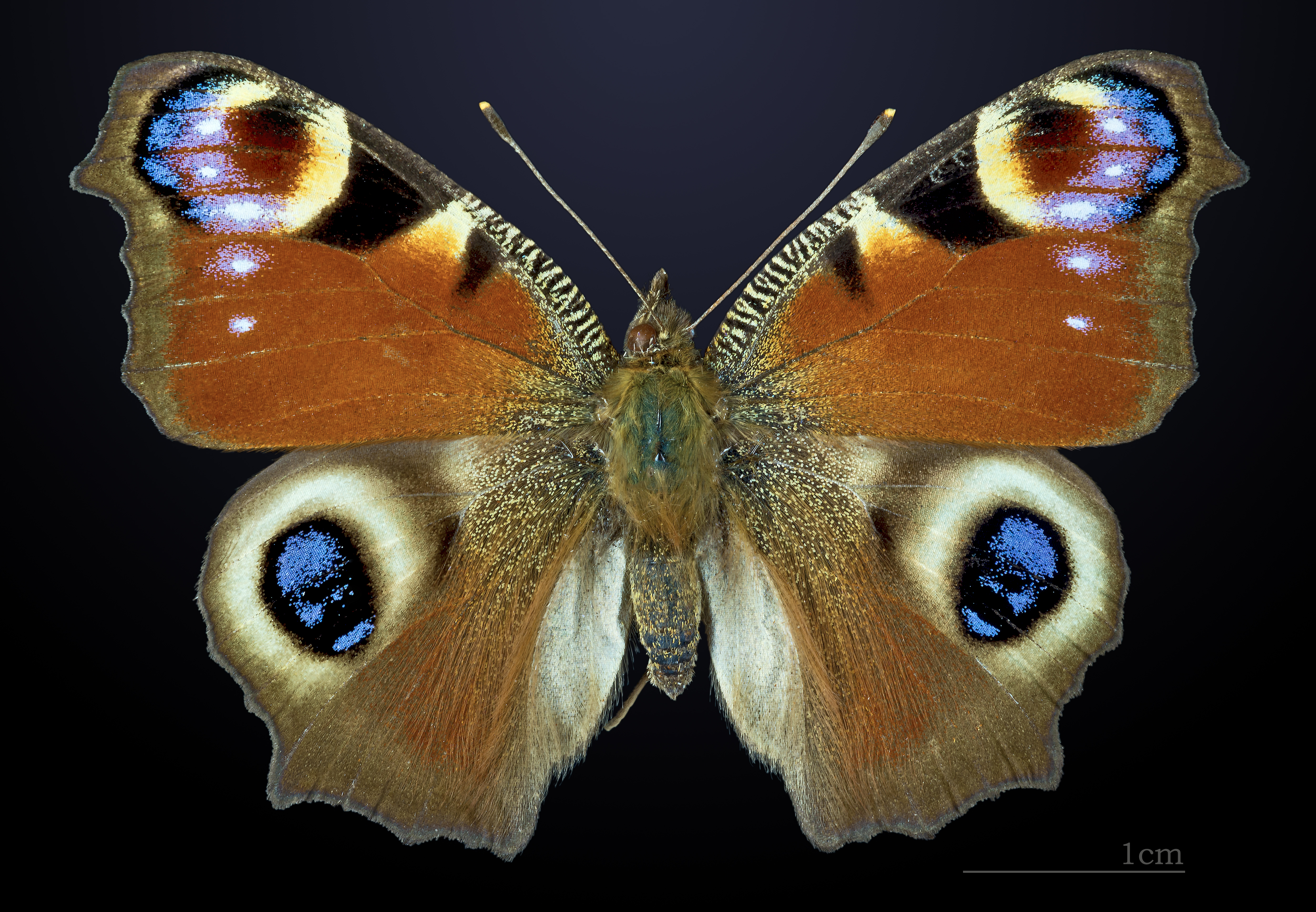
Сонцевик павиче око
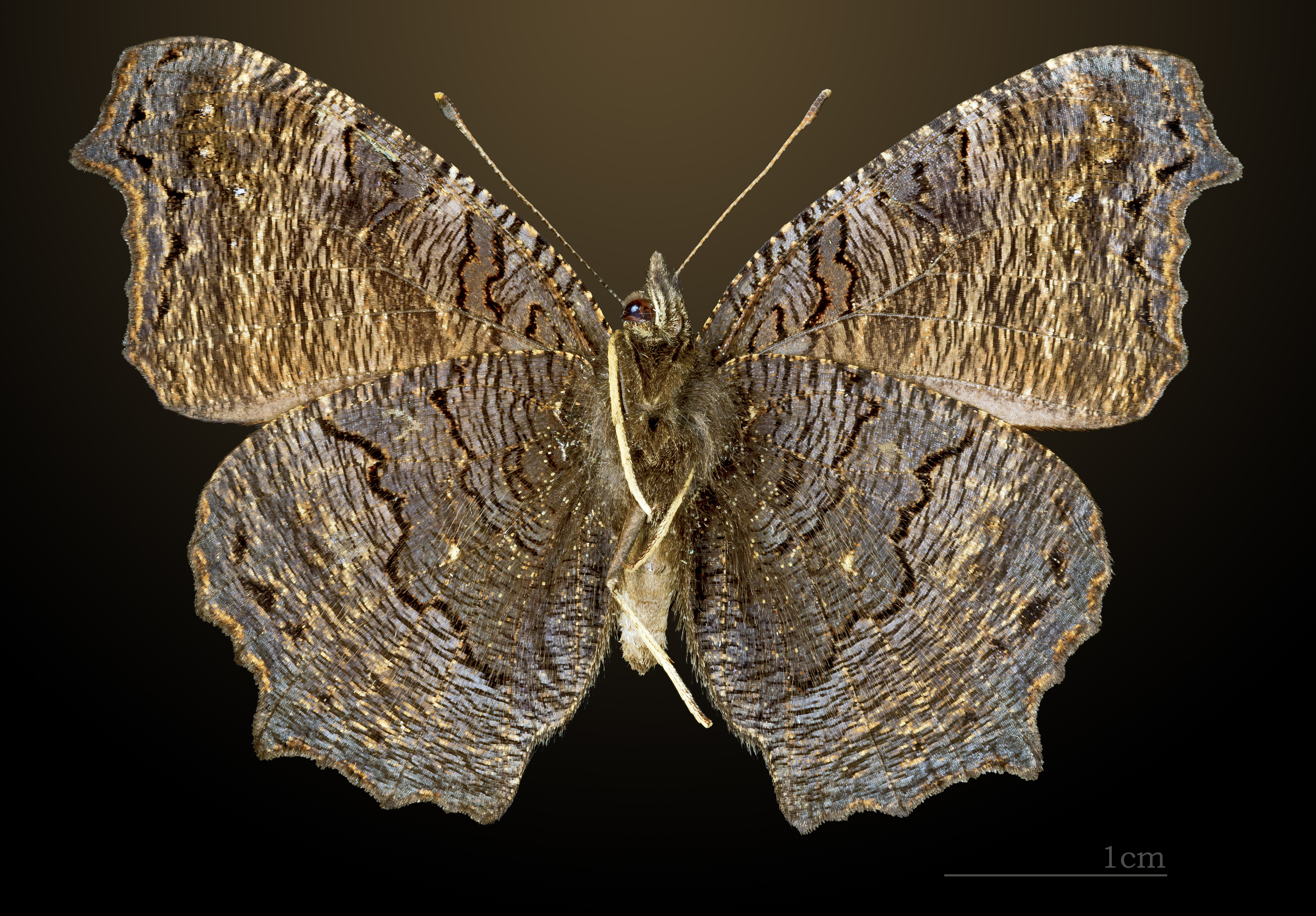
△ Сонцевик павиче око

## Спосіб життя
Метелики з'являються в кінці червня, літають до пізньої осені, зимують. На півдні за літо розвивається два покоління. Зимує в підвалах, печерах на стадії імаго, тому трапляється вже рано навесні, коли виходить зі схованок для відкладення яєць. Самка може відкладати до 500 яєць за одну кладку. Яйця відкладаються на зворотний бік листя купками по 100—300 штук. Колір яєць світло-зелений. Гусениці чорного кольору з дрібними білими цятками. Лялечка сіро-зеленого або коричневого кольору.

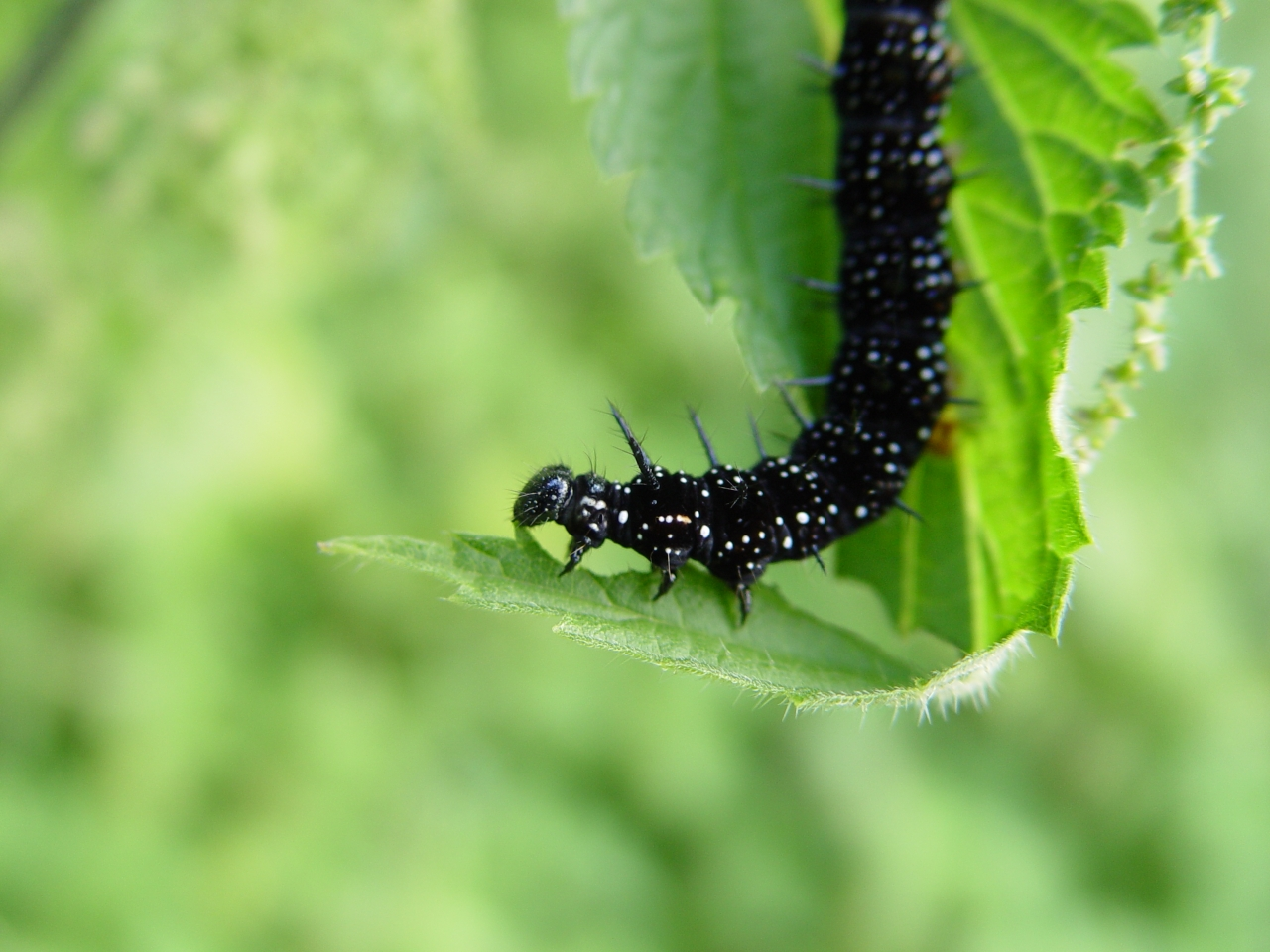
Гусениця павичого ока (Aglais io)

Гусениці живляться кропивою та хмелем, зрідка зустрічаються на малині. Гусениці іноді утворюють колонії до декількох десятків особин, що мешкають у спільному коконі з павутиння. Імаго живляться нектаром багатьох видів рослин, в першу чергу метелики віддають перевагу квіткам бодяка, чабрецю, а також живляться соком, що витікає з дерев або фруктів.

### Генетика
Каріотип сонцевика складається з 31 пари хромосом, 30 пар автосом та пари статевих хромосом. Гетерогаметні самки (WZ). Геном сонцевика прочитано 2021 року.

## Поширення
Розповсюджений вид, зустрічається в помірному та субтропічному поясі Європи, помірному поясі Азії, в тому числі на Японському архіпелазі. В Україні поширений повсюдно (наприклад масові популяції спостерігаються на території НПП Кременецькі гори). Живе в різноманітних місцях: від скелястих гірських ділянок, степів, лісів до окультурених ландшафтів і населених пунктів.

## Цікаві факти
- 2009 року цей вид метеликів оголошено в Німеччині метеликом року.